# Lontzen
Lontzen este o comună germanofonă din regiunea Valonia din Belgia. Comuna este formată din localitățile Lontzen, Walhorn și Herbesthal. Suprafața totală este de 28,73 km². La 1 ianuarie 2008 comuna avea o populație totală de 5.267 locuitori. 
1. ↑  Crossroad Bank of Enterprises, accesat în 10 august 2023